# Olesicampe incompleta
Olesicampe incompleta là một loài tò vò trong họ Ichneumonidae.